# The Infamous Miss Revell

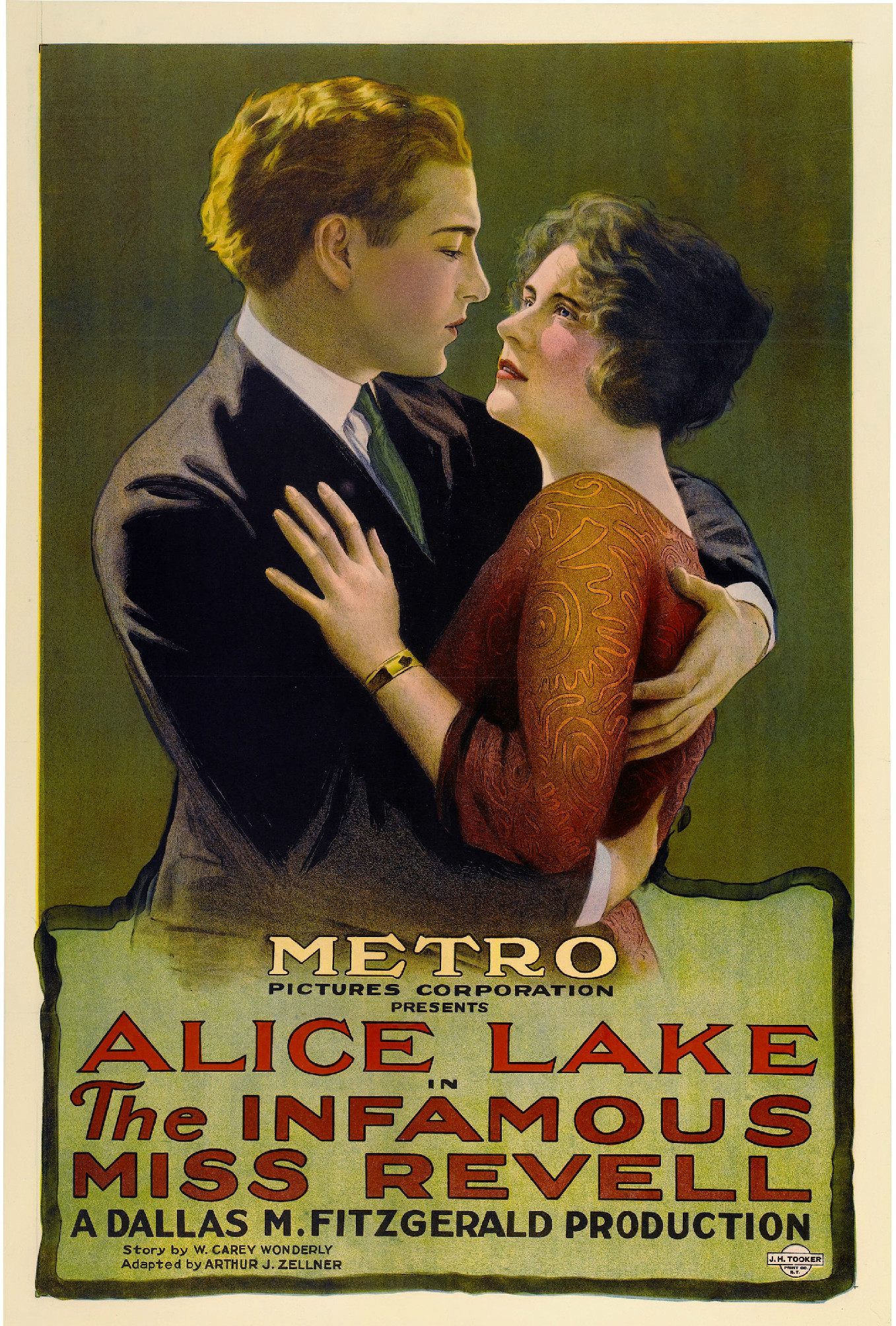
Affiche du film, avec Cullen Landis et Alice Lake.

The Infamous Miss Revell est un film américain réalisé par Dallas M. Fitzgerald, sorti en 1921.

## Synopsis
Deux sœurs jumelles, Julien et Paula Revell, sont obligées de subvenir aux besoins de leurs autres fraterie après la mort de leur père. Elles ne parviennent pas à obtenir de contrat pour leur spectacle musical et Julien accepte la protection d'un homme riche en échange d'une maison pour sa famille. Lorsque son protecteur meurt, elle hérite de sa fortune pour toute sa vie ou jusqu'à ce qu'elle se marie. 
Max Hildreth, un enseignant sous-payé, et sa sœur Lillian, employée dans un magasin, sont alors engagés pour enseigner aux enfants Revell. Lillian incite Max à épouser l'héritière afin d'entrer en possession de sa fortune mais Max, bien qu'il soit tombé amoureux de Julien, hésite à lui déclarer sa flamme. Il semble que le passé infâme de Julien se dresse entre eux jusqu'à ce qu'il soit révélé que Julien est mort peu après la mort de son protecteur et que la fille dont Max est amoureux est en fait Paula.

## Fiche technique
- Réalisation : Dallas M. Fitzgerald
- Scénario : Arthur J. Zellner (en)
- Production : Metro Pictures
- Photographie : Roy H. Klaffki
- Durée : 6 bobines[1]
- Date de sortie : 17 octobre 1921

## Distribution
- Alice Lake : Julien Revell/Paula Revell
- Cullen Landis : Max Hildreth
- Jackie Saunders : Lillian Hildreth
- Lydia Knott : Mary Hildreth
- Herbert Standing : Samuel Pangborn
- Alfred Hollingsworth : Maxwell Putnam
- Stanley Goethals : Revell Child
- Francis Carpenter : Revell Child
- Mae Giraci : Revell Child